# Ezra Taft Benson
Ezra Taft Benson (Whitney, Idaho, 4 de agosto de 1899-30 de mayo de 1994) religioso, fue el 13.er presidente de La Iglesia de Jesucristo de los Santos de los Últimos Días desde 1985 cuando murió su predecesor Spencer W. Kimball hasta 1994. Fue secretario de Agricultura de los Estados Unidos en los ambos periodos presidenciales de Dwight D. Eisenhower.

## Biografía
Nació en una granja en Whitney, Idaho, Benson era el mayor de sus once hermanos. Fue nieto de otro Ezra Taft Benson, ahora conocido como Ezra T. Benson, quien fue llamado por Brigham Young como miembro del Cuórum de los doce Apóstoles en el año 1846. Comenzó su carrera académica en la Universidad de Utah, se graduó en 1926 en la universidad de BYU después de haber servido como misionero en el Reino Unido bajo la tutela de David O. McKay desde 1921 hasta 1923. Recibió su maestría en la universidad de Iowa e hizo un trabajo preliminar sobre el doctorado en la universidad de Berkley California, pero nunca pudo completar este grado. Benson consiguió la carrera de agricultura y después sirvió en muchos puestos de liderazgo en la iglesia. Justo después de haber recibido su maestría, regresó a Whitney para ayudar a su familia en la granja, pero más tarde se convirtió en un condado de agente de extensión agrícola. En 1926 se casó con Flora Smith Amussen; ellos tuvieron 6 hijos.
En 1939, cuando fue presidente de la estaca Boise, Idaho, mientras trabajaba para la extensión de universidad de Idaho, se mudó a Washington D. C. para convertirse en Secretario Ejecutivo del Consejo Nacional de Cooperación para Granjeros y en el presidente de la primera estaca que se organizó en Washington. En agosto de 1989, recibió la medalla presidencial al ciudadano ejemplar de parte del presidente George H. W. Bush.

### Apóstol
El 7 de octubre de 1943,Spencer W. Kimball y Ezra Taft Benson se convirtieron en miembros del Cuórum de los Doce Apóstoles, para llenar las vacantes que se crearon por las muertes de dos apóstoles ese verano. A causa de que Kimball fue llamado antes que Benson, él (Kimball) fue quién ocupó el lugar de más antigüedad en el Cuórum. En esta dispensación, la sucesión de la presidencia de la Iglesia es por el orden cronológico de ordenación al apostolado, por eso Kimball fue presidente de la Iglesia y a su muerte fue llamado a ocupar esa posición Ezra Taft Benson. Después de la muerte del presidente Kimball en 1985, Benson se convirtió en el decimotercer presidente de la Iglesia.

### Carrera política

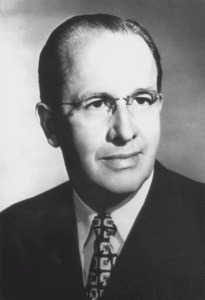
Benson, mientras era Secretario de Agricultura de los Estados Unidos

En 1953, Benson fue llamado como Secretario de Agricultura de los Estados Unidos por el presidente Eisenhower. Benson aceptó este cargo bajo el permiso del entonces presidente de la Iglesia David o. McKay y por tanto sirvió simultáneamente en el gabinete de Estados Unidos y en el Cuórum de los Doce.
Benson se opuso al sistema de sostenimiento de los precios por parte del gobierno y la ayuda a los agricultores, que fue encargado por la administración del presidente Eisenhower, argumentando eso contribuiría al inaceptable socialismo. No obstante, sobrevivió en el gabinete durante todos los periodos presidenciales de Einsehower. Fue seleccionado como administrador del Comité Alimenticio de Emergencia. Forma parte de un grupo secreto que llegó a ser conocido como Eisenhower 10. El grupo fue creado por Einsenhower en 1958 para servir en caso de emergencia nacional.

### Presidencia de la Iglesia
Benson sucedió a Spencer W. Kimball como Presidente del Cuórum de los Doce Apóstoles en 1973, y como presidente de la Iglesia en 1985. Durante sus primeros años como presidente de la Iglesia, trajo un énfasis renovado a la distribución y lectura del Libro de Mormón,
reafirmando la importancia de este libro canónico como la clave de la religión SUD. También es recordado por su sermón en la conferencia general condenando el orgullo.

### Scout
Benson fue un defensor del Scout durante toda su vida. Empezó en 1918 como asistente del Scoutmaster. El 23 de mayo de 1949 fue elegido miembro de la Mesa general de Boyscouts de América. Recibió las tres distinciones más altas en el Scout: El castor de plata, El antílope de plata y el Búfalo de plata y como miembro de la asociación internacional de Scout recibió el lobo de bronce.

## Problemas de salud y muerte
Benson tuvo una pobre salud en sus últimos años de vida por los efectos de la coagulación de sangre, golpes de demencia, ataques del corazón, y raras veces fue visto en público en sus años finales. fue hospitalizado en 1992 y en 1993 por neumonía.
Benson murió de un fallo cardiaco en su apartamento en Salt Lake City a la edad de 94 años. Los servicios fúnebres fueron ofrecidos el 4 de junio de 1994 en el tabernáculo de Salt Lake bajo la dirección de Gordon B. Hinckley. Fue sepultado cerca de su pueblo natal en Whitney, Idaho, en el cementerio de la ciudad de Whitney.

## Obras publicadas
- Ezra Taft Benson (1960).  Reed A. Benson., ed. So Y seréis recogidos: Selección de Discursos de Ezra Taft Benson Benson. Deseret Book Company. ISBN ISBN B0007E7BME |isbn= incorrecto (ayuda).
- — (1962). La Carpeta Roja. Bookcraft. ISBN B0007F4WJI.
- — (1964). Título de Libertad. compiled by Mark A. Benson. Librería Deseret.
- — (1969). El enemigo ha hecho esto. Bookcraft. ISBN 0-88494-184-1.
- — (1974). Dios, Familia, País: Nuestras tre grandes lealtades. Deseret Book Company. ISBN ISBN B0006CF3MC |isbn= incorrecto (ayuda).
- — (1976). Cruzando el fuego: Los Ocho años con Eisenhower. Doubleday. ISBN 0-8371-8422-3.
- — (1977). Esta Nación Prevalecerá. Deseret Book Company. ISBN 0-87747-658-6.
- — (1983). Venid a Cristo. Librería Deseret. ISBN 0-87747-997-6.
- — (1986). La Constitución:Una Bandera Nacional. Deseret Book Company. ISBN 0-87579-216-2.
- — (1988). Las Enseñanzas de Ezra Taft Benson. Bookcraft. ISBN 0-88494-639-8.
- — (1988). Un Testigo y una Adverencia:Un profeta moderno testifica acerca del Libro de Mormón. Librería Deseret. ISBN 0-87579-153-0.
- — (1989). Una obra de amor: La misión europea de Ezra Taft Benson de 1946. Librería Deseret. ISBN 0-87579-275-8.
- — (1990). Venid, Escuchad la voz de un  Profeta. Deseret Book Company. ISBN 0-87579-351-7.
- — (1990). Misioneros a la altura de nuestro mensaje. Bookcraft. ISBN 0-88494-779-3.
- — (1992). Mujer elegida por Dios. Bookcraft. ISBN 0-88494-838-2.
- — (2003). Escritos y sermones del presidente Ezra Taft Benson. The Church of Jesus Christ of Latter-day Saints.